# Procesamiento de imágenes mediante lógica difusa
El procesamiento de imágenes mediante lógica difusa es una técnica informática que, de acuerdo a esta teoría, permite manipular imágenes en formato digital a través de conjuntos difusos. El procesamiento de una imagen difusa incluye tres etapas principales: fusificación de imagen, modificación de una función de pertenencia y una defusificación de imagen si es necesario. La mayor parte del proceso depende de la modificación de los valores de pertenencia. El procesamiento de las imágenes no sigue un solo procedimiento, sino que se siguen diferentes enfoques.
En este tipo de análisis se utiliza una regla que funciona de forma condicional, es decir, si un elemento de un conjunto difuso tiene ciertas características, entonces se realiza una acción. Normalmente se presenta de la forma SI(condición)-ENTONCES(acción). Las condiciones pueden ser operaciones lógicas simples o una combinación de estas; esto es debido a que la lógica difusa permite aplicar una gran variedad de reglas a una misma situación. En una imagen, la condición más famosa que se utiliza es el color o tamaño de los objetos. Estas condiciones que hacen que pertenezcan a uno y otro conjunto se asemejan a las relaciones naturales que se pueden observar en la vida real.

## Lógica difusa
En los conjuntos clásicos, si un valor pertenece a dicho conjunto se le asigna el valor 1, y si no pertenece al conjunto entonces se le asigna el valor de 0 a través de una función indicatriz de la forma:
Xa: {1 si x ∈ A, 0 si x ⊄ A}
Cuyo subconjunto μa es un conjunto difuso de la forma:
μa: X → [0,1]
donde μa es la función de pertenencia, A es el conjunto difuso y [0,1] es el intervalo de números reales que incluye los extremos. La utilidad de estos conjuntos difusos es que un valor puede no pertenecer a un conjunto, sino que se encuentra en un valor que va desde el 0 hasta el 1, denominado grado o valor de pertenencia. En el procesamiento de imágenes, si por ejemplo tomamos como condición el color de una fruta, entonces un valor dado del color en un punto de la imagen puede ir desde 0 hasta 255 en un color de 24 bits, usando los colores primarios (rojo R, verde G, azul A), se pueden definir tres funciones de pertenencia. Cada función de pertenencia corresponde a cada punto de la imagen, y cada uno tiene un cierto grado de cada color, dependiendo de su combinación y sus valores binarios, se pueden obtener los diferentes niveles de color.

## Procesamiento de imágenes
En el procesamiento de imágenes también se puede realizar un análisis, no solo por colores sino también por la intensidad de sus pixeles. Si tenemos, por ejemplo, varias fotografías aéreas tomadas en blanco y negro y dado que las fotografías no son las mismas, necesitamos monitorear el nivel de gris de toda la imagen (nivel de luminancia). Como no hay una sola combinación de luminancia para cada zona de las imágenes, no se conoce el conjunto de todas las combinaciones posibles para cada zona de cada una de las imágenes.
En este tipo de procesamiento también se deben de cumplir reglas difusas:
1. En todos los conjuntos deber haber por lo menos un elemento de su universo que su función de pertenencia al conjunto sea distinta de cero.
2. Para todos los elementos del conjunto, la suma de sus funciones de pertenencia de los conjuntos difusos debe ser 1.

En ambos casos la aplicación de la lógica difusa es viable pues no se conoce con exactitud los contornos o límites de las regiones de cada imagen, con lo que las funciones de pertenencia asignan valores que de otra forma no se consiguen con exactitud.
Las características generales de los conjuntos difusos en el procesamiento digital de imágenes deben tomar en cuenta que:
- Si la imagen se puede manipular de tal forma que se puede caracterizar cada color usando el modelo de color HSI por ejemplo, el conjunto difuso se puede generar de forma directa.
- Si se tiene una muestra suficiente de muestras de color disponible, los conjuntos difusos se pueden generar analizando la frecuencia de distribución de las muestras. Un promedio calculado de estas frecuencias de distribución se puede usar para remover perturbaciones en las imágenes (filtros).
- Si la forma del conjunto difuso no corresponde totalmente a un conjunto sobre un espacio HS de colores, entonces la frecuencia de distribución de algunas muestras puede ser usada.
- El valor de membresía o pertenencia corresponde a su frecuencia normalizada en la distribución, esto es para conjuntos difusos cuya forma no está totalmente definida.[5]

### Otras aplicaciones en imágenes
Hay varias aplicaciones en el procesamiento digital de imágenes por medio de lógica difusa como son optimización, procesamiento de imágenes médicas, y la aplicación de filtros de ruido, donde los pixeles de las imágenes son afectados en sus valores binarios que modifican sus características como bordes, nitidez, brillo, contraste, etc. Hay dos tipos de ruido, uniforme o gaussiano e impulsivo, cada uno con su propia distribución. El ruido uniforme presenta cambios en las imágenes en los niveles de color o gris aunque no afecta la saturación de la intensidad de los pixeles, por lo que su distribución se puede representar por medio de una función gaussiana. El ruido impulsivo presenta picos muy estrechos de altas intensidades, que se observan como puntos oscuros que pueden ocultar una parte significante de la imagen.